# Fergusonina curriei
Fergusonina curriei är en tvåvingeart som beskrevs av Tonnoir 1937. Fergusonina curriei ingår i släktet Fergusonina och familjen Fergusoninidae. Inga underarter finns listade i Catalogue of Life.